# Волгоград арена
48° 44′ 04″ N 44° 32′ 53″ E / 48.73444° С; 44.54806° И
Волгоград арена (рус. Волгоград Арена) мултифункционални је спортски комплекс у чијем средишту се налази фудбалски стадион у граду Волгограду, у Волгоградској области Руске Федерације. 

## Локација
Стадион је наменски изграђен за потребе Светског првенства у фудбалу 2018. чији домаћин је Русија, на месту где се раније налазио Централни стадион у подножју монументалног споменика Мамајев Курган. 
Грађен је од јуна 2015. до краја новембра 2017, а трошкови градње износили су 16,367 милијарди руских рубаља. Предвиђени капацитет стадиона је 45.568 седећих места, укључујући и 2.280 места за новинаре, 640 VIP ложа и 460 места за лица за посебним потребама. 
Планирано је да се након светског првенства стадион преда на употребу локалном фудбалском клубу ФК Ротор. На њему је предвиђено да се одиграју четири утакмице у групној фази Светског првенства у Русији.

## ФИФА Светско првенство 2018.
| Датум         | Време | Тим #1            | Резултат | Тим #2   | Група   | Број посетилаца |
| ------------- | ----- | ----------------- | -------- | -------- | ------- | --------------- |
| 18. јун 2018. | 21:00 | Тунис             | 1 : 2    | Енглеска | Група Г | 41.064          |
| 22. јун 2018. | 18:00 | Нигерија          | 2 : 0    | Исланд   | Група Д | 40.904          |
| 25. јун 2018. | 17:00 | Саудијска Арабија | 2 : 1    | Египат   | Група А | 36.823          |
| 28. јун 2018. | 17:00 | Јапан             | 0 : 1    | Пољска   | Група Х | 42.189          |